# 피에르 워메
피에르 은렌드 워메(프랑스어: Pierre Nlend Womé, 1979년 3월 26일 ~ )는 카메룬의 전 축구 선수로, 포지션은 수비수였다. 저니맨인 워메는 6개국 14개 클럽에서 활약한 다재다능하고 능숙한 왼쪽 윙백이었다. 국제 수준에서, 그는 카메룬 국가대표팀에서 68번의 FIFA 공식 경기에 출전하여 1골을 넣었다.

## 구단 경력
포가페 야운데와 비교적 저명한 지역 팀인 카농 야운데에서 청소년 시절을 보낸 후, 1996년 여름 카메룬에서 이탈리아로 건너가 프로 생활을 시작했다. 그는 L.R. 비첸차에서 성인 생활을 시작했고 2002년 8월 잉글랜드 프리미어리그의 풀럼 FC로 이적할 때까지 거의 7년을 이탈리아에서 보냈다. 그는 1999년 60억 리라에 공동 소유 계약으로 볼로냐 FC 1909에 팔렸고, 같은 여름 로마가 프란체스코 안토니올리, 아메데오 망고네, 그리고 알렉산드로 리날디를 각각 100억 리라, 130억 리라, 그리고 60억 리라에 로마에 합류시킨 것과 같은 해 여름에 그를 20억 리라에 인수했다. 2000년 6월 볼로냐는 100만 리라에 워메를 완전히 인수했다. 풀럼에서 잉글랜드 생활을 하는 동안, 워메는 2003년 2월 웨스트 브롬을 상대로 3-0 승리를 거둔 경기에서 리그에서 한 골을 넣었다.
RCD 에스파뇰, 인터 밀란, 베르더 브레멘 등 유명 클럽에서 활약한 후, 워메는 2008년 여름에 1. FC 쾰른에 입단하였고, 2010년 6월 30일에 팀을 떠났다.
2012년 2월 말, 워메는 고향의 코통 스포르 FC 드 가루아에 입단할 것으로 발표되었다.
2012년부터 2014년까지 워메는 역시 엘리트 원 소속인 카농 야운데에서 활약했다.
2014년 1월, 그는 카농 야운데의 리그 라이벌인 UMS 드 룸으로 이적했다. 두 명의 감독 밑에서 경기에 출전하지 못한 후, 그는 도시를 떠나 야운데로 돌아가기로 결정했다. 클럽의 회장인 피에르 콰모는 워메를 "사기와 배임" 혐의로 법정에 세우겠다고 위협했다. 클럽에 합류한 지 두 달 후인 3월, 그는 계약 해지에 동의했다.
2014년 3월, UMS 드 룸에서 방출된 직후, 그는 르네상스 드 은구무에 합류했다.
2014년 9월, 워메는 샹피오나 나시오날 클럽 샹블리와 계약을 체결했다.
2015년에 그는 프랑스 4부 리그 팀인 로와누아용에 합류했다.

## 국가대표팀 경력
워메는 1990년대 후반과 2000년대 초반에 카메룬 축구 국가대표팀의 레프트 백 포지션의 주전 선수였다. 그는 2000년과 2002년에 아프리카 네이션스컵에서 연속 우승을 차지하고 2000년에 올림픽 금메달을 획득한 선수단의 핵심 멤버였다. 세 대회 모두 승부차기에서 승리했고, 워메는 세 번의 승리에서 모두 승리했다. 올림픽 금메달 경기에서, 워메는 카메룬을 위해 타이틀을 획득한 다섯 번째이자 결정적인 페널티킥을 득점했다. 그는 2000년 아프리카 네이션스컵 결승전에서도 그 자리에서 득점을 했지만, 그 다음 대회에서 그의 페널티킥은 세네갈의 토니 실바에 의해 막아냈다. 워메는 1998년과 2002년 FIFA 월드컵에서도 카메룬의 레프트 백으로 선발 출전했다.
2005년 10월 8일, 워메는 이집트와의 2006년 FIFA 월드컵 아프리카 지역 최종 예선 경기에서 1-1 동점을 기록하고 있던 상황에서 90+5분(후반전 추가 시간 5분)에 나온 카메룬의 페널티킥 키커로 나섰다. 만약 그가 페널티킥을 성공시켰다면 카메룬을 2006년 FIFA 월드컵 본선에 진출시킬 수 있었으나, 불행하게도 워메가 찬 공이 골포스트 바깥쪽에 맞고 나오면서 실패하고 말았다. 이 여파로 인하여 카메룬은 코트디부아르에 2006년 FIFA 월드컵 본선 출전 자격을 내줘야 했다.
며칠 후 기자회견에서 워메는 페널티킥에 대해 "아무도 그 페널티킥을 가져가고 싶어하지 않았습니다. 아무도. 사뮈엘 에토도, 우리 주장 리고베르 송도, 그들이 놓치면 무슨 일이 일어날지 알았기 때문입니다. 저는 항상 용기가 있었고 그 장소에 갔습니다."라고 그는 또한 몇몇 카메룬 팬들이 그를 죽이고 싶어했다고 주장했다.
2007년 3월 19일, 워메는 국가대표팀 은퇴를 선언했고, 이후 2009년 모로코와의 2010년 FIFA 월드컵 예선 전을 위해 팀에 복귀했다.

## 은퇴 후 경력
2017년 3월, 워메는 클럽의 회장 에마뉘엘 음베에 의해 카농 야운데의 스포츠 디렉터로 임명되었다.